# 抗酒薬
抗酒薬（こうしゅやく）とは、アルコールと共に飲むと二日酔いに似た吐き気・頭痛などの症状を起こす薬である。嫌酒薬（antabus）、ジスルフィラム様作用薬（Disulfiram-like drug）という。また、そのような効果が表れる様を、アンタビュース様作用（Antabuslike）、ジスルフィラム様作用と呼ぶ。
アルコール依存症などの治療に使われるが、患者が自尊心から命を捨ててまで抗酒薬を放棄する場合も多い。

## 歴史
1937年に、ゴムの加工作業に関わる労働者達が、アルコールに弱くなり飲めなくなったという話から調査が行われた。1948年に実験などを通してゴム加工に使うジスルフィラムが原因と分かり、このような症状を起こす薬をantabus（嫌酒薬）と称した。

## ジスルフィラム様作用
先に述べたジスルフィラムと同様の効果を起こすことをジスルフィラム様作用と呼ぶ。
シアナミド(cyanamide,石灰窒素)、n-butyral-doxime、スルホニルウレア、ヒトヨタケに含まれるコプリンの代謝物などにも同様の効果があることがわかっている。そのほか、セフェム系抗生物質などにもジスルフィラム様作用が見られる。